# Napeogenes aster
Napeogenes aster är en fjärilsart som beskrevs av Frederick DuCane Godman 1899. Napeogenes aster ingår i släktet Napeogenes och familjen praktfjärilar. Inga underarter finns listade i Catalogue of Life.